# Paramagnetizem
Páramagnetízem je pojav, da je gostota magnetnega polja v snovi, ki smo jo postavili v magnetno polje, malo večja od gostote magnetnega polja zunaj te snovi.
Paramagnetizem izvira iz lastnega magnetnega momenta elektrona, ki ni posledica njegovega gibanja. V zunanjem magnetnem polju se magnetni momenti v paramagnetni snovi vedejo kot magnetnice in se delno uredijo, tako da jih v povprečju nekaj več kaže v smer zunanjega magnetnega polja.
Zgledi paramagnetnih snovi so: aluminij, magnezij, mangan, krom, natrij, kalij in kisik.